# Dexter Manley
Pour les articles homonymes, voir Manley.
(en) Statistiques sur pro-football-reference
Dexter Manley, surnommé le « Secretary of Defense », né le 2 février 1959 à Houston, est un joueur américain de football américain qui s'illustra notamment avec les Redskins de Washington.